# Amorgianoi
Amorgianoi  este un sat în Grecia în prefectura Aetolia-Acarnania.